# Hemipimelodus sundanensis
Hemipimelodus sundanensis és una espècie de peix de la família dels àrids i de l'ordre dels siluriformes.